# HMAS Duchess (D154)
El Duchess fue un destructor de la clase Daring que sirvió en la Marina Real británica (Royal Navy, RN) como HMS Duchess de 1952 a 1964, y en la Armada Real Australiana (Royal Australian Navy, RAN) de 1964 a 1980 bajo la denominación de HMAS Duchess. Fue puesto en grada por John I. Thornycroft and Company, y dado de alta en la Royal Navy en 1952. 
Inicialmente asignado a la Home Fleet, el Duchess pasó los primeros años de servicio en ejercicios y visitas a puertos. Participó en las celebraciones de la coronación de la reina Isabel II durante 1953 y escoltó al yate real HMY Britannia en 1954. El destructor fue reasignado a la Flota del Mediterráneo a finales de 1954, y participó en ejercicios, visitas a puertos y patrullas contra el contrabando de armas en Chipre. Durante la Crisis de Suez de 1956, el Duchess operó como guardia y escolta de la fuerza de portaaviones británica, siendo el último barco en salir de Port Said después de que fracasara la invasión británico-francesa. El destructor fue reasignado a la Home Fleet a principios de 1957, y luego fue enviado de vuelta al Mediterráneo como líder del 5.º Escuadrón de Destructores ese mismo año. Desde finales de 1958 hasta principios de 1961 se llevaron a cabo tareas de modernización, después de lo cual, el Duchess reanudó las operaciones con la Flota del Mediterráneo. En 1963, las tensiones que condujeron a la confrontación entre Indonesia y Malasia dieron lugar a que el Duchess fuera asignado a la Flota del Lejano Oriente como parte de un fortalecimiento de los activos británicos en el sudeste asiático.
Tras la colisión entre el Melbourne y el Voyager en 1964, el Duchess fue prestado a la RAN como sustituto temporal del Voyager. El buque fue desplegado en la Reserva Estratégica del Lejano Oriente a lo largo de la década de 1960, y operó como escolta del buque de transporte de tropas HMAS Sydney en varias ocasiones en el marco de la Guerra de Vietnam. El préstamo original de cuatro años se extendió hasta 1972, momento en el que el barco fue comprado directamente por el gobierno australiano.
El Duchess se convirtió en buque escuela en 1973, y pasó el resto de su carrera operando en cruceros de entrenamiento de guardiamarinas en aguas de Australia, Nueva Zelanda y el Pacífico Sur. El Duchess fue reemplazado en su papel de entrenamiento en 1977 y fue dado de baja. Finalmente, fue vendido para desguace en 1980.

## Diseño y construcción
La clase Daring fue una evolución del destructor de la clase Battle; más grande y con un armamento más pesado, montado sobre tres torretas gemelas. Se ordenó la construcción de dieciséis Daring el 20 de julio de 1944, como parte del programa de construcción de 1944 en tiempos de guerra. El Duchess fue la última unidad de ocho en tener su fabricación confirmada, el 29 de marzo de 1945, las otras ocho unidades fueron canceladas por considerarse innecesarias ante el inminente desenlace final de la Segunda Guerra Mundial. Su tamaño y capacidad hicieron que los buques fueran capaces de realizar tareas previamente restringidas a los cruceros ligeros, y como la clasificación de destructores se consideró inicialmente inapropiada, se les denominó "buques de guerra de la clase Daring" durante la primera parte de historial de servicio.
Tal y como fueron diseñados, los buques de la clase Daring tenían un desplazamiento estándar de 2.950 toneladas, siendo a plena carga de 3.580 toneladas. La eslora era de 390 pies (120 m) en total y 366 pies (112 m) entre perpendiculares, con una manga de 43 pies (13 m) y un calado máximo de 17 pies (5,2 m). La maquinaria de propulsión consistía en dos calderas alimentadas con aceite (para el destructor Duchess, éstas fueron suministradas por la Foster Wheeler), conectadas a turbinas de doble reducción Parsons de English Electric, que suministraban 54.000 caballos de fuerza (40.000 kW) a los dos ejes de hélice del barco. La velocidad máxima era de 30,5 nudos, con un alcance efectivo de 1.700 millas náuticas, mientras que su velocidad de crucero de 20 nudos permitía al barco cubrir 4.400 millas náuticas.
El Duchess, junto con tres de sus barcos gemelos, estaban equipados con electricidad interna de corriente alterna. La compañía de barcos prevista para el destructor Duchess era la 278.
El armamento principal de un destructor clase Daring consistía en seis cañones navales QF Mk I – V de 4,5 pulgadas, dispuestos en tres torretas gemelas, dos situadas en la proa y la tercera en la popa. Para la guerra antiaérea, los barcos estaban equipados con cuatro a seis cañones Bofors de 40 mm: una reducción de los ocho previstos en tiempos de guerra. Tanto los cañones principales como los antiaéreos estaban controlados por radar. Se instalaron dos lanzadores de 5 tubos para torpedos de 21 pulgadas (533 mm), junto con un mortero antisubmarino Squid.
El Duchess fue puesto en grada por John I. Thornycroft & Company of Woolston en Southampton el 8 de julio de 1948. La construcción de la clase Daring fue pionera en evitar el remachado como método de fabricación principal del casco: algunos barcos tenían una mezcla de remaches y soldaduras, mientras que el casco del Duchess estaba completamente soldado. Fue botado el 9 de abril de 1951 por la condesa Edwina Mountbatten, y dado de alta en la Royal Navy el 23 de octubre de 1952.

## Marina Real Británica (RN)

### 1953-1956
El Duchess fue asignado inicialmente a la Home Fleet británica en enero de 1953. Durante ese mes, el buque participó en ejercicios de entrenamiento con otras unidades de la Home Fleet. El 26 de enero, mientras estaba en el puerto de Portland, la explosión de un horno y un incendio de petróleo en una sala de calderas mataron a un fogonero y quemaron gravemente a otros tres. Aunque pudo navegar esa tarde, se necesitaron otros diez días de trabajo en astillero para reparar los daños. Durante febrero y marzo, el Duchess y otros barcos de la Home Fleet navegaron a Gibraltar para realizar ejercicios. La mayor parte de abril se dedicó al mantenimiento de la nave y mayo se dedicó a formación adicional. A finales de mayo, el Duchess, el Daring y el Swiftsure navegaron hacia Londres, donde participaron en las celebraciones de apertura de la coronación de la reina Isabel II. Después de una breve visita a la Isla de Wight, el Duchess navegó a Spithead para el desfile naval de la Coronación de la Reina Isabel II, que tuvo lugar el 15 de junio.
Después de la revisión, el Duchess, el Swiftsure y el Agincourt visitaron los puertos de la costa este antes de navegar a Invergordon para realizar ejercicios de la flota. Durante los ejercicios, el Duchess fue la guardia de aviones del portaaviones Eagle. El Duchess regresó a Portsmouth en julio, se sometió a seis semanas de mantenimiento, y luego zarpó el 1 de septiembre para reunirse con el Eagle y otros barcos para realizar ejercicios en el estrecho de Dinamarca. El ejercicio terminó el 3 de octubre, y después de transportar personal del 812 Escuadrón Aéreo Naval a Loch Goyle, el Duchess se unió al Eagle mientras este último realizaba entrenamiento de aeronaves. El 6 de octubre, un helicóptero se estrelló mientras intentaba entregar correo al destructor: el Duchess pudo rescatar a uno de los dos tripulantes de vuelo, mientras que el otro se hundió con el helicóptero. Continuó acompañando al Eagle hasta el 24 de octubre, cuando se separó para regresar a Portsmouth. El resto de 1953, junto con la mayor parte de enero de 1954, se dedicó a la puesta a punto. El 5 de febrero, el Duchess se unió a las unidades de la Home Fleet para realizar maniobras de cara a la primavera. La travesía incluyó ejercicios multinacionales en el Mediterráneo, una visita al puerto de Orán y un ejercicio conjunto de la Flota del Mediterráneo y la Home Fleet. El Duchess regresó a Portsmouth el 23 de marzo. El 29 de abril, el destructor partió hacia Gibraltar para reunirse con el yate real Britannia, que transportaba a la reina Isabel II en las últimas etapas de su gira por la Commonwealth.
El Duchess formó parte de la fuerza de escolta hasta que el Britannia llegó al estuario del Támesis el 13 de mayo. El destructor se dirigió a Invergordon para realizar ejercicios de la Home Fleet. El 19 de junio, el Duchess y el buque gemelo HMS Diamond se separaron para un crucero de tres semanas por el mar Báltico. Se realizaron visitas a los puertos de Oslo, Copenhague y Estocolmo antes de que el buque regresara a Portsmouth. El 31 de agosto, el barco fue puesto de nuevo en servicio.
Fue reasignado a la Flota del Mediterráneo y zarpó el 10 de septiembre hacia Malta. El 15 de octubre, el Duchess formó parte de una demostración de poder naval para el emperador de Etiopía.
El resto del año se dedicó a ejercicios, incluido el ejercicio Novex 54 de la OTAN, junto con visitas al puerto de Elba con el crucero Jamaica en noviembre. A principios de enero de 1955, el Jamaica y el Duchess hicieron una visita formal a Argel, a la que siguieron más ejercicios. El 24 de marzo, mientras estaba amarrado en Nápoles, el Duchess fue embestido por el buque mercante estadounidense SS Excambion. Los daños al destructor incluyeron perforaciones en las placas del casco en la proa de estribor, daños por impacto en las placas de popa de estribor donde la colisión los obligó a entrar en el muelle y daños en la superestructura. Se efectuaron reparaciones temporales, y el destructor pudo navegar hacia el astillero de Malta el 30 de marzo.
Las reparaciones duraron la mayor parte de abril, y no fue hasta el 22 de mayo cuando el barco se desplegó de nuevo, en un crucero por el Mediterráneo oriental. El Duchess visitó Estambul, Alejandría y Chipre antes de regresar al Gran Puerto de Malta el 22 de junio. Dos días más tarde, con su despliegue en el Mediterráneo finalizado, el Duchess partió hacia Portsmouth vía Gibraltar. A su llegada el 1 de julio, el destructor sometido a nuevo mantenimiento.
Reanudando las operaciones el 28 de septiembre, el Duchess navegó a aguas escocesas para realizar ejercicios: primero entrenamiento antisubmarino y de tiro de torpedos frente a Clyde, luego tareas de guardia de aviones cerca de Rosyth mientras los aviones del portaaviones Eagle practicaban intercepciones a gran altitud. Después de una visita a Hamburgo, el destructor regresó a Portland. Los ejercicios y las visitas a los puertos continuaron en 1956, y el 21 de febrero, el Duchess regresó astillero de Portsmouth.
El 3 de marzo, el destructor zarpó para unirse a la Flota del Mediterráneo. Después de una serie de ejercicios de preparación, el Duchess participó en el Ejercicio Medflex Dragon de 60 barcos en abril. Durante el ejercicio, el corresponsal naval de The Daily Telegraph fue convencido por los oficiales para que colocara un pequeño artículo en el periódico pidiendo en broma "una coroneta de repuesto" para decorar la sala de oficiales del buque. En respuesta, Ana, Duquesa de Westminster, dispuso que su propia corona fuera enviado al destructor. El Medflex Dragon concluyó el 20 de abril, y el Duchess se sometió a seis semanas de mantenimiento.
Siguieron visitas a los puertos de Estambul y Golcuck, junto con una temporada patrullando la costa de Chipre para interceptar a los contrabandistas de armas griegos. Regresó a Malta a mediados de julio, y se encontraba en el Gran Puerto cuando el Canal de Suez fue nacionalizado por Egipto.

### Crisis de Suez (1956)
La Flota del Mediterráneo comenzó a prepararse para tomar represalias, con el Duchess realizando bombardeos costeros y entrenamiento de escolta de convoyes durante agosto y septiembre, y también sirviendo como guardia de aviones para el Eagle mientras el portaaviones trabajaba. El 29 de octubre, el Duchess abandonó Malta para unirse a la escolta de los portaaviones Eagle, Albion y Bulwark. La flota de portaaviones llegó a la costa egipcia el 31 de octubre, y el 1 de noviembre comenzaron los ataques aéreos. El 6 de noviembre, comenzó la invasión conjunta británico-francesa, con el destructor escoltando a uno de los grupos de lanchas de desembarco a la costa, y luego se mantuvo frente a Port Said para la defensa antiaérea y antisubmarina. Durante los días 7 y 8 de noviembre, el Duchess realizó patrullas frente a Port Said y fue relevado a través de las estaciones de guardia de aviones de los tres portaaviones. El 9 de noviembre, el Duchess partió hacia Malta. Regresó a Port Said el 17 de noviembre, y fue nuevamente agregado a la fuerza de portaaviones como escolta y guardia de aviones.
Del 27 de noviembre al 16 de diciembre, el destructor fue enviado a Chipre para realizar más patrullas contra el contrabando, pero el barco fue llamado para cubrir la retirada final de las fuerzas británicas de Port Said. Permaneció en los alrededores del puerto de Port Said hasta el 22 de diciembre: aunque debía zarpar esa mañana con el último convoy de tropas, el Duchess permaneció en la zona de operaciones hasta las 20:00 con la esperanza infructuosa de que un oficial subalterno del Regimiento West Yorkshire secuestrado al principio de la crisis regresara. En consecuencia, el Duchess fue el último buque de la Royal Navy en salir de Port Said al final de la crisis de Suez.

### 1957-1964
Después de pasar la Navidad en el Gran Puerto, el Duchess zarpó de Malta el 1 de enero de 1957 con los barcos gemelos Decoy y Diamond, con destino a Portsmouth. Después de un atraque de mantenimiento de tres meses, El Duchess fue reasignado a la Home Fleet. El 17 de mayo, el Duchess y el Diamond zarparon para encontrarse con el yate real Britannia en el río Humber. El Britannia transportaba a la reina Isabel II y al príncipe Felipe, duque de Edimburgo, a Dinamarca para una visita de estado. Los dos destructores acompañaron al yate real a Copenhague, y luego regresaron al estuario de Moray al final de la visita. El 28 de mayo, los destructores se reincorporaron a la Home Fleet para su revisión. Los destructores fueron asignados para escoltar al portaaviones Ark Royal, y los tres barcos partieron el 30 de mayo hacia un desfile naval internacional en Hampton Roads (Estados Unidos).
La revisión tuvo lugar el 12 de junio, después de lo cual el Duchess navegó a las Bermudas y luego regresó al Reino Unido. A su regreso, el barco visitó Liverpool para el 750 aniversario de la fundación de la ciudad por parte del rey Juan, y luego se dirigió a Portsmouth, arribando el 27 de agosto.

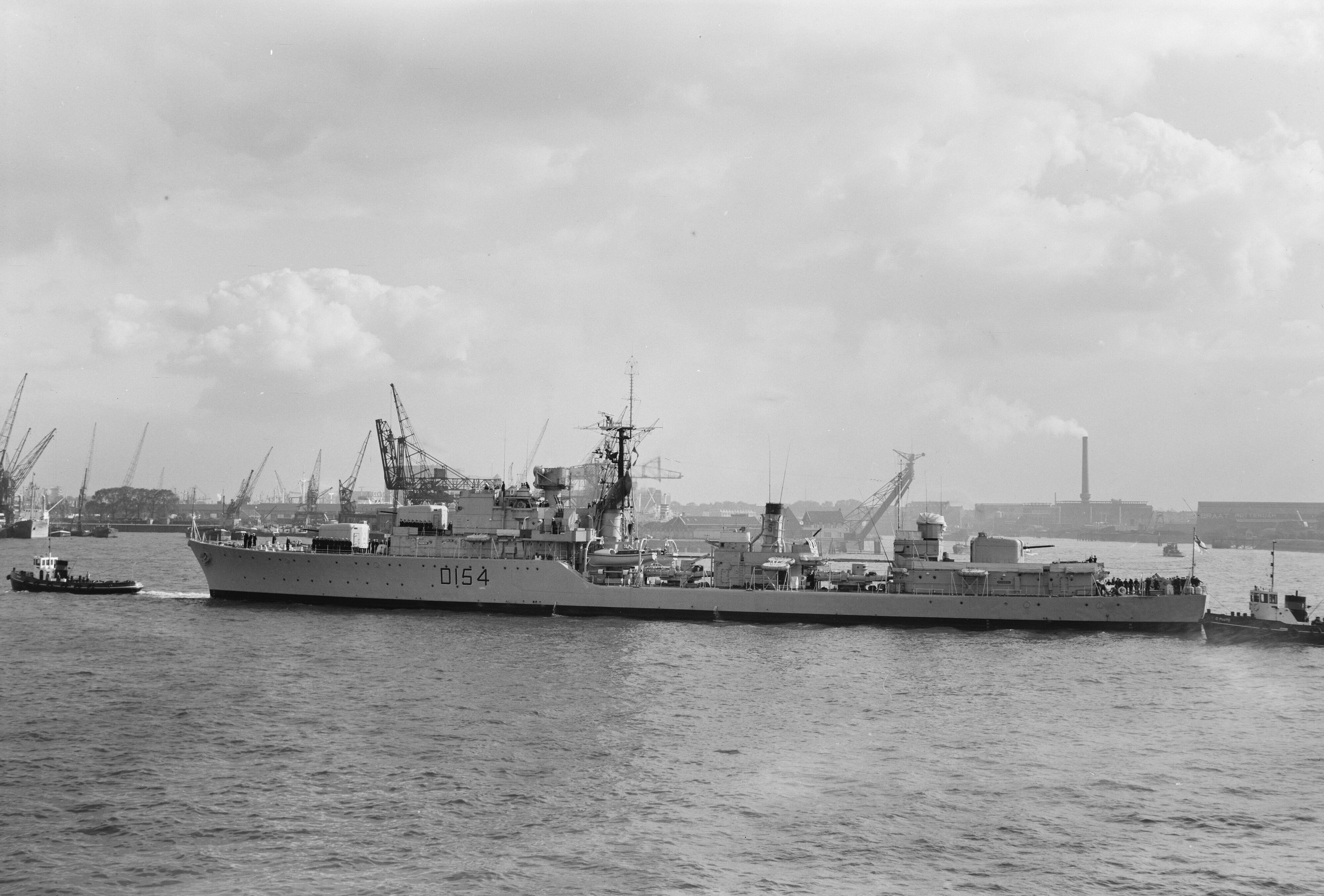
El Duchess en el puerto de Róterdam en 1958

El 3 de septiembre, el Duchess zarpó de Portsmouth para unirse a la Flota del Mediterráneo como líder del 5th Destroyer Squadron. Los trabajos se llevaron a cabo en Silema Creek durante septiembre, seguidos de visitas a los puertos de Trípoli y Civitavecchia en octubre, tareas de mantenimiento y breves salidas con base en Malta durante el resto del año. El año de 1958 comenzó con una patrulla de siete semanas en Chipre. Al final de la misma, el 21 de febrero, el destructor había desarrollado una fuga en su casco, pero pudo llegar a Malta sin dificultad. Marzo consistió en la participación en el ejercicio Marjex, seguido de visitas a los puertos de Tarento y Ancona, ejercicios conjuntos con la Armada italiana y una visita a Venecia antes de regresar a Malta. Los principales ejercicios de la flota acontecieron entre abril y principios de mayo. El Duchess debía regresar al Reino Unido en mayo, pero los disturbios en el Líbano (que se convertirían en la crisis del Líbano de 1958) requirieron que el destructor se uniera a una fuerza de respuesta frente a Chipre, en la que permaneció hasta el 4 de julio. El destructor navegó a Malta, luego a Portsmouth, y fue atracado para mantenimiento después de llegar el 11 de julio. Los trabajos concluyeron en septiembre, y el Duchess pasó los siguientes tres meses realizando ejercicios y visitas a puertos en aguas británicas, holandesas y francesas. El destructor llegó a Spithead el 9 de diciembre, y fue enviado a la reserva más tarde ese día. El buque fue puesto en manos del astillero de Portsmouth para un reacondicionamiento de dos años.
Las modificaciones durante este período incluyeron la eliminación del lanzatorpedos de popa y su reemplazo por una caseta de cubierta para alojamiento adicional, la introducción de arreglos centralizados de comedor y la instalación de aire acondicionado en la sala de operaciones y la enfermería.El propósito era en ese momento instalar un lanzador de misiles Sea Cat  durante una remodelación posterior, pero en 1964 se tomó la decisión de instalar el lanzador solo en barcos de nueva construcción.
El Duchess fue puesto de nuevo en servicio el 3 de enero de 1961, con las revisiones y el mantenimiento posteriores al reacondicionamiento dominando las actividades del buque hasta principios de abril. De abril a julio, participó en un programa de entrenamiento de guerra antisubmarina y ejercicios generales, intercalados con cortos períodos de revisiones. El 24 de julio, el Duchess zarpó de Portsmouth, con destino a Malta y la flota del Mediterráneo. El 7 de agosto, mientras estaba en ruta, una visita al puerto de Ajaccio estuvo a punto de cancelarse cuando se informó de un posible motín a bordo de un buque mercante británico: el destructor debía zarpar para ayudar, pero no fue necesario. El Duchess llegó a Malta el 18 de agosto y fue puesto en dique seco para su mantenimiento. Al regresar al servicio en septiembre, el resto del año estuvo dominado por ejercicios y visitas a puertos. Los ejercicios y las visitas a puertos se reanudaron en enero de 1962 y continuaron hasta el 26 de marzo, cuando el destructor partió de Malta con destino a Portsmouth. Además del programa de ejercicios de la Home Fleet, el buque realizó visitas oficiales a Estocolmo y Helsinki junto con el HMS Bermuda en mayo. El Duchess se sometió a un reacondicionamiento de julio a octubre, ya que en noviembre tomó parte de la búsqueda del helicóptero que se estrelló frente al Cabo St David's y que transportaba a Lord Windlesham. El 17 de diciembre concluyó la quinta comisión del barco.
El Duchess inició una nueva comisión el 2 de enero de 1963. Originalmente destinado a ser desplegado con la Flota del Mediterráneo, la Revuelta de Brunéi de diciembre de 1962 y las tensiones en el sudeste asiático que pronto se convertirían en la confrontación entre Indonesia y Malasia provocaron un fortalecimiento de los activos británicos en la región, incluida la asignación del Duchess a la Flota del Lejano Oriente. El destructor partió de Portsmouth el 8 de abril con destino a Singapur, con visitas en ruta a Gibraltar, Malta, Port Said y Adén. Llegando el 12 de junio, el barco pasó las siguientes semanas en ejercicios diurnos, antes de ser atracado en la Base Naval de Singapur para tres semanas de mantenimiento. Los ejercicios tácticos se llevaron a cabo a finales de julio y principios de agosto, después de lo cual, el Duchess fue desplegado para patrullar el norte de Borneo y Sarawak. A principios de septiembre se realizó una visita a Hong Kong, seguida de tareas de guardia frente a Sandakan.  En octubre se realizaron nuevas patrullas en el norte de Borneo, y el 7 de noviembre, el destructor fue llamado para ayudar al mercante británico Woodburn, que había encallado frente al faro de Horsburgh en Singapur. Los ejercicios continuaron hasta el 23 de diciembre, cuando el Duchess llegó a Singapur para mantenimiento y permiso. Reanudó sus operaciones el 10 de febrero de 1964, transportando un contingente de gurkhas al río Sarawak, y luego visitó Hong Kong.

### Traspaso a Australia
Tras la pérdida del destructor de la clase Daring, construido en Australia, HMAS Voyager, en una colisión con el portaaviones Melbourne el 10 de febrero de 1964, tanto el Reino Unido como los Estados Unidos ofrecieron prestar buques a la Real Armada Australiana (RAN) como reemplazo temporal; la Royal Navy ofreció el Duchess o el Defender, mientras que la Armada de los Estados Unidos ofreció dos destructores de la clase Fletcher: los buques estadounidenses The Sullivans y Twining. El Duchess fue visto como la oferta más favorable: además de la proximidad, el barco debía someterse a un reacondicionamiento en junio, y hacerlo mientras estaba en manos australianas significaba que la Marina Real Australiana (RAN) podría hacer las modificaciones que considerara necesarias. A diferencia del Duchess, la electricidad interna del Defender estaba configurada con alimentación de CC y carecía de aire acondicionado.
El préstamo del Duchess a la RAN fue ofrecido el 18 de febrero, y aceptado el 25 de febrero por el gobierno australiano. El período de préstamo inicial era de cuatro años, sin coste alguno, aunque la RAN sería financieramente responsable de los costes de uso, mantenimiento y modificaciones. Durante el período de préstamo, la RAN tenía la intención de construir dos fragatas modificadas de la clase River (Swan y Torrens) como reemplazos permanentes. El Duchess concluyó su programa de ejercicios el 9 de marzo y regresó a Singapur para su mantenimiento. Partió de Singapur hacia Australia el 6 de abril, visitando Darwin y Townsville antes de llegar a Sídney el 19 de abril. El barco fue entregado a la RAN ese día.
El destructor fue enviado al astillero de Williamstown para su modificación. El 8 de mayo, se completó la entrega y el buque fue comisionado en la RAN como HMAS Duchess. Los reacondicionamientos se completaron en noviembre, y el destructor pasó el resto del año realizando pruebas y ejercicios de trabajo.

## Marina Real Australiana (RAN)

### 1965-1970

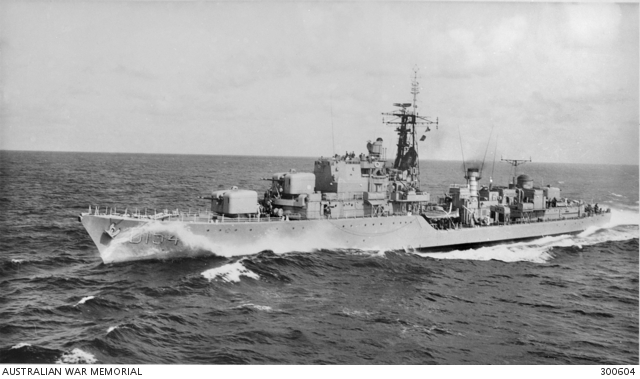
HMAS Duchess en los años 60

De enero a marzo de 1965, el Duchess fue enviado al Lejano Oriente y realizó numerosas patrullas en las costas de Malasia y Borneo. A finales de mayo, el Duchess fue asignado a la pantalla de escolta del buque de tropas HMAS Sydney mientras realizaba su primera de veinticinco travesías de transporte de tropas de la Guerra de Vietnam a Vũng Tàu.
El Duchess escoltó al antiguo portaaviones durante todo el viaje, y los dos barcos regresaron a Sídney el 5 de julio. Después de un período de mantenimiento, el Duchess fue enviado a la Reserva Estratégica del Lejano Oriente (FESR) el 11 de agosto. Después de un corto período de patrullas, el Duchess y el Vendetta se separaron para encontrarse con el HMAS Sydney frente a la isla Manus el 20 de diciembre, y se unieron al buque de tropas en su segundo viaje a Vietnam. Los tres barcos llegaron a Vũng Tàu el 28 de septiembre y partieron dos días después: después de despejar el área de Market Time, los dos destructores se separaron y se dirigieron a Hong Kong.
Un breve período de mantenimiento concluyó el 26 de octubre, y el Duchess reanudó las patrullas hasta finales de año. El año de 1966 comenzó con más patrullas en Borneo y una temporada en tareas de vigilancia en Tawau. El destructor regresó a Darwin el 2 de marzo, luego navegó a Sídney para un reacondicionamiento de siete meses. El resto del año se dedicó a hacer maniobras en aguas del este de Australia.
En enero de 1967, el destructor fue desplegado de nuevo en la FESR. Al concluir el enfrentamiento, el despliegue se caracterizó por menos patrullas y más ejercicios y visitas a puertos. Durante la asignación de seis meses, el Duchess visitó Telok Kekek, Pulau Langkawi, Pulau Song Song, Bangkok, Hong Kong y Singapur. Regresó a Sídney el 17 de junio y atracó para reacondicionamientos. El 12 de octubre, el préstamo de cuatro años del buque se extendió hasta abril de 1972. El reacondicionamiento concluyó el 3 de junio de 1968 y el destructor fue asignado a ejercicios multinacionales; primero con la Marina Real de Nueva Zelanda (RNZN) frente a Auckland, luego con unidades británicas, neozelandesas y estadounidenses en el Mar de Salomón. El destructor fue enviado a la FESR y llegó a Singapur el 10 de octubre.
Un programa de visitas a puertos fue interrumpido en noviembre por la necesidad de escoltar al HMAS Sydney en su duodécimo viaje a Vietnam.
El 18 de noviembre, el Duchess se reunió con el Sydney frente a Singapur y acompañó al buque de tropas hacia y desde la zona de guerra, antes de navegar hacia Hong Kong. Siguieron visitas oficiales a puertos de Corea del Sur y Japón, y el Duchess regresó a Hong Kong para Navidad y Año Nuevo. En enero y febrero de 1969, el destructor viajó hasta Pakistán Occidental. El buque regresó a Singapur el 25 de marzo, a través de Tailandia y Hong Kong, y después de un breve período de ejercicios, se dirigió a Sídney.

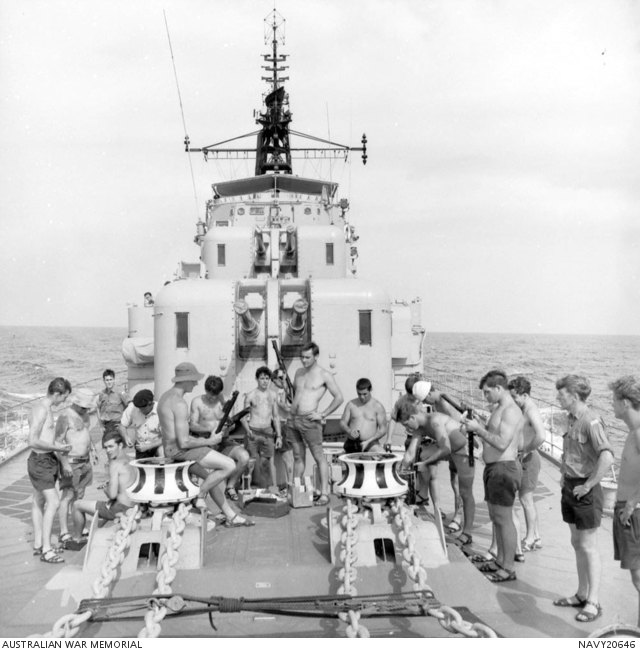
Tripulación del HMAS Duchess practicando en la cubierta de proa con subfusiles F1. Noviembre de 1969

El mantenimiento y los ejercicios locales dominaron el programa del barco hasta noviembre, cuando se dirigió al norte para escoltar al Sydney en el decimoquinto viaje de este último. Después de llegar a Vũng Tàu el 28 de noviembre, y luego escoltar al buque de tropas fuera de la zona de guerra, el Duchess se separó para comenzar otro despliegue del FESR. Después de un corto período de mantenimiento en Singapur, el destructor visitó la bahía de Subic y luego se dirigió a Hong Kong para finales de año.

### 1970-1977
Después de participar en una semana de ejercicios de la flota a mediados de enero de 1970, el Duchess comenzó una serie de visitas a los puertos: Port Swettenham, Kota Kinabalu, Manila, Bangkok, Hong Kong, Osaka (coincidiendo con la Expo '70), Kobe y la bahía de Súbic antes de regresar a Singapur. A esto le siguieron ejercicios SEATO en el Mar de China Meridional durante marzo y abril. El Duchess regresó a Sídney el 5 de junio para un reacondicionamiento que duró hasta el 8 de febrero de 1971. El 18 de marzo, el destructor fue enviado de nuevo al Lejano Oriente. El destructor se encontró con el Sydney frente a Singapur en el decimonoveno viaje del buque de tropas, el 3 de abril. Los dos barcos llegaron a Vũng Tàu el 5 de abril y regresaron a Hong Kong el 8 de abril. Después de una serie de visitas al puerto, el Duchess y el Parramatta se reunieron con el Sydney el 17 de mayo para un transporte de la vigésima ruta. Vũng Tàu fue alcanzado el 22 de mayo, con salida un día después. El Duchess navegó a Hong Kong, luego el 8 de junio partió hacia Australia, llegando el 25 de mayo y comenzando un atraque a mitad de ciclo que se extendió hasta el 13 de noviembre.
En enero de 1972, el Duchess se unió al Melbourne, al Stalwart y al Supply para el despliegue de un grupo de tareas en aguas asiáticas. El despliegue incluyó ejercicios SEATO y visitas a puertos de Port Klang y Surabaya, antes de que los barcos llegaran a Fremantle el 14 de abril. Después de dirigirse a Sídney para realizar tareas de mantenimiento, el Duchess reanudó el ejercicio en aguas australianas. Durante un ejercicio de tiro de superficie el 25 de julio, un proyectil de la torreta B impactó en uno de los cañones elevados de la torreta A. En agosto. Con su período de préstamo terminado, el Duchess fue comprado directamente a la Royal Navy por 150 000 libras esterlinas. Después de un crucero de entrenamiento de guardiamarinas a Port Moresby en agosto, el barco pasó el resto del año en ejercicios y entrenamiento.
El 5 de enero de 1973, el Duchess llegó al astillero Williamstown para su conversión en buque escuela. El embudo de popa se adecuó y se eliminaron el lanzatorpedos restante, la torreta del cañón de popa y el mortero Squid.
Esto permitió la instalación de una superestructura de popa extendida, con aulas, oficinas de instructores y alojamiento adicional para los aprendices embarcados. El muelle de carga de la antigua torreta se convirtió en una biblioteca y zonas de estudio. Se acondicionó una zona semicerrada encima y detrás del puente para el entrenamiento de navegación. Las actuaciones concluyeron el 14 de agosto de 1974, con el Duchess reemplazando al Anzac como buque escuela de la RAN. De enero de 1975 a julio de 1976, el Duchess operó en una secuencia de cruceros de entrenamiento, visitando puertos a lo largo de la costa este de Australia, así como Nueva Zelanda y el Pacífico Sur. Estuvo atracado de julio a octubre en el astillero de la isla Cockatoo para combatir la corrosión del casco, y luego reanudó su programa de entrenamiento. Su último crucero de entrenamiento se realizó durante agosto y septiembre de 1977, después de lo cual, el Duchess fue reemplazado por el Jervis Bay.

## Últimos años
El 23 de septiembre de 1977 el buque fue transferido a tareas de entrenamiento en Jervis Bay. El 23 de octubre, el Duchess fue dado de baja. El barco fue vendido a la Tung Ho Steel para su desguace como chatarra el 7 de mayo de 1980, y partió de Sídney remolcado hacia Taiwán el 9 de julio.
Tras una reorganización en 2010 de los honores de batalla de la RAN y por la participación del destructor en la confrontación Indonesia-Malasia mientras estaba en servicio en la RAN, fue reconocido con el honor de batalla "Malaysia 1965-66".